# Sopotnica (Stegovnik)
Sopotnica je gorski potok v Karavankah. Izvira v okolici planine Vetrh, vzhodno od gore Vetrh vrh (1268 m). Izliva se v potok Stegovnik, ki se nato pri zaselku Medvodje izliva v Tržiško Bistrico.